# Marian Álvarez
María Ángeles Álvarez Cachero (Madrid, 1 d'abril de 1978), de nom artístic Marian Álvarez, és una actriu espanyola de cinema, teatre i televisió guanyadora d'un Premio Goya per la seva participació en la pel·lícula La herida.

## Biografia
Nascuda a Madrid en 1978, és filla de mestressa de casa i assessor fiscal. Es va matricular en la Universitat per estudiar ciències empresarials, encara que poc després va ingressar a l'escola d'interpretació Juan Carlos Corazza.
Va debutar com a actriu en televisió l'any 2000 amb un petit paper en la sèrie El grupo, emesa per Telecinco. Des d'aquest moment la seva carrera es va enfocar principalment cap a produccions televisives, on va alternar papers menors amb uns altres de major importància. El seu primer paper recurrent va tenir lloc en 2001, en 7 vidas, on va interpretar a Lucía durant set capítols.
El 2004 va donar vida a Paloma en Sopa boba. Aquest mateix any va debutar en la pantalla gran a Incautos, de Miguel Bardem. En 2005 va ser Esther a Motivos personales. Un any després va formar part del repartiment de Tirando a dar al llarg de set capítols. Molt més duradora va ser la seva participació en la longeva sèrie de Telecinco Hospital Central, on el seu paper com la doctora Lola Sanz es va prolongar durant els anys 2007 i 2008 al llarg de diverses temporades. També el 2007 va protagonitzar El millor de mi de Roser Aguilar.
Després de finalitzar la seva participació a Hospital Central, Álvarez va protagonitzar la mini-sèrie La ira, de Daniel Calparsoro i emesa a Telecinco. El mateix 2009 participà a Los sentidos de la muerte, mini-sèrie emesa a TV3, i Bicho malo, sèrie d'Atresmedia.
En 2010 va estrenar la pel·lícula Bestezuelas, pel·lícula dirigida per Carles Pastor que va protagonitzar al costat de Gustavo Salmerón i Roger Casamajor. També aquest any protagonitza la mini-sèrie Vuelo IL 8714 de Telecinco, basada en l'accident d'avió que es va produir a Barajas a l'agost de 2008. A més, es va posar en la pell de Matilde Solís-Beaumont al biopic de Telecinco La duquesa, centrat en la vida de Cayetana Fitz-James Stuart.
En 2012 va tornar a la televisió nacional amb un paper recurrent en la sèrie de Telecinco La fuga. En 2013 apareix en tres capítols de la sèrie El don de Alba, també de Telecinco Aquest any protagonitza La herida, opera prima de Fernando Franco, amb una interpretació que li va valer entre altres premis la Conquilla de Plata a la millor actriu del Festival Internacional de Cinema de Sant Sebastià i el Goya a la millor actriu.
En 2015 va formar part del repartiment coral de la comèdia dramàtica Felices 140, de Gracia Querejeta i al costat de Maribel Verdú, Antonio de la Torre i Eduard Fernández. Per aquesta pel·lícula va ser nominada com Goya a la millor actriu secundària als Premis Goya, encara que el guardó va recaure sobre Luisa Gavasa. També aquest any va protagonitzar la pel·lícula per a televisió Teresa, on va encarnar a Santa Teresa de Jesús, i va estrenar la cinta Lobos sucios, un thriller històric de Simón Casal.
Álvarez ha centrat els seus últims anys de carrera al cinema. En 2016 va participar en Cien años de perdón de Daniel Calparsoro. L'any següent va estrenar La niebla y la doncella d'Andrés M. Koppel, i Morir de Fernando Franco, on comparteix protagonisme amb la seva parella Andrés Gertrúdix. També el 2017 es va incorporar a la sèrie de Movistar+ Velvet Colección, on va interpretar a Diana des dels últims capítols de la primera temporada.
El 2018 va compaginar la segona temporada de Velvet Colección amb l'estrena de les pel·lícules El cuaderno de Sara de Norberto López Amado i Cuando los ángeles duermen de Gonzalo Bendala. A més també va participar en la sèrie de Movistar+ Todo por el juego, adaptació de la novel·la El fútbol no es así de Javier Tebas. El 2019 va protagonitzar Sordo amb Hugo Silva, Asier Etxeandia i Aitor Luna.

## Filmografia

### Cinema

#### Llargmetratges
- Incautos (2004), com Miriam. Dirigida per Miguel Bardem.
- Semen, una historia de amor (2005), com infermera. Dirigida per Daniela Fejerman i Inés París.
- A golpes (2005), com Mena. Dirigida per Juan Vicente Córdoba.
- Atropello (2006), com Laura. Dirigida per Manuel Estudillo.
- El millor de mi (2007), com Raquel. Dirigida per Roser Aguilar.
- Bestezuelas (2010), com Perla. Dirigida per Carles Pastor.
- La herida (2013), com Ana. Dirigida per Fernando Franco.
- Felices 140 (2015), com Cati. Dirigida per Gracia Querejeta.
- Lobos sucios (2015), com Manuela. Dirigida per Simón Casal.
- Cien años de perdón (2016), com Cristina. Dirigida per Daniel Calparsoro.
- La niebla y la doncella (2017), com Carmen. Dirigida per Andrés M. Koppel.
- Morir (2017), com Marta. Dirigida per Fernando Franco.
- El cuaderno de Sara (2018), com Sara. Dirigida per Norberto López Amado.
- Cuando los ángeles duermen (2018), com Sandra. Dirigida per Gonzalo Bendala.
- El sueño de Malinche (2019), com Malinche (veu). Dirigida per Gonzalo Suárez.
- Sordo (2019). Dirigida per Alfonso Cortés-Cavanillas.

#### Curtmetratges
- Soberano, el rey canalla (curtmetratge publicitari, 2001), de Miguel Bardem.
- El extra (2003), d'Alberto Pernet.
- Limbo (2006), de Miguel Ángel Prieto.
- ¡Sálvame! (2007), de Javier Veiga.
- Frames (2009), de Beatriz Carretero i Alicia Medina.
- Agujero (2010), de Roberto San Sebastián.
- Aunque todo vaya mal (2011), de Cristina Alcázar.
- El otro (2012), de Jorge Dorado.

### Televisió
- El grupo (2000), com Ana - Telecinco.
- 7 vidas (2001), com Lucía - Telecinco.
- A medias (2002), com Lola - Antena 3.
- La sopa boba (2004), com Paloma - Antena 3.
- Motivos personales (2005), com Esther - Telecinco.
- Tirando a dar (2006), com Rebeca - Telecinco.
- Hospital Central (2007 - 2008), com Lola Sanz - Telecinco.
- La ira (2009), com Marina - Telecinco.
- Los sentidos de la muerte (2009), com Lidia - TV3 (minisèrie).
- Bicho malo (2009) - Neox.
- Vuelo IL 8714 (2010), com Victoria - Telecinco (minisèrie).
- La duquesa (2011), com Matilde Solís - Telecinco (minisèrie).
- La fuga (2012), com Marta Romero - Telecinco.
- El don de Alba (2013), com Blanca - Telecinco.
- Los misterios de Laura (2014), com Aurora Guerra - Televisión Española.
- Teresa (2015), com Teresa - Televisión Española.
- Velvet Colección (2017-2018), com Diana Pastor - Movistar+.
- Todo por el juego (2018), como Susana Rearte - Movistar+.
- La unidad (2020), com Miriam - Movistar+.

### Teatre
- Maribel y la extraña familia, dirigida per Ángel Fernández Montecinos.
- Tres sombreros de copa, dirigida per Gustavo Pérez Puig.

## Premis i candidatures
Festival Internacional de Cinema de Sant Sebastià
| Any  | Categoria                             | Pel·lícula | Resultat   |
| ---- | ------------------------------------- | ---------- | ---------- |
| 2013 | Conquilla de Plata a la millor actriu | La herida  | Guanyadora |

Premios Goya
| Any  | Categoria                                    | Pel·lícula  | Resultat   |
| ---- | -------------------------------------------- | ----------- | ---------- |
| 2015 | Millor interpretació femenina de repartiment | Felices 140 | Nominada   |
| 2013 | Millor interpretació femenina protagonista   | La herida   | Guanyadora |

Premis Feroz
| Any  | Categoria                  | Pel·lícula | Resultat   |
| ---- | -------------------------- | ---------- | ---------- |
| 2013 | Millor actriu protagonista | La herida  | Guanyadora |
| 2017 | Millor actriu protagonista | Morir      | Nominada   |

Premis Platino
| Any  | Categoria                     | Pel·lícula | Resultat |
| ---- | ----------------------------- | ---------- | -------- |
| 2014 | Millor Interpretació Femenina | La herida  | Nominada |

Altres
2007
- Premi Lleopard de Plata a la millor interpretació femenina al Festival Internacional de Cinema de Locarno per El millor de mi (2007), de Roser Aguilar.
- Premio a la millor actriu al Festival Internacional de Curts FIB per ¡Sálvame! (2007), de Javier Veiga.
- Premio a la millor actriu revelació als premis Cartelera Turia de Valencia por El millor de mi.

2008
- Nominació als Fotogramas de Plata a la millor actriu de cinema per El millor de mi.

2013
- Premio a Millor Actriu en Llengua Espanyola als Premis Días de Cine 2013.
- Premio a la millor actriu al Festival de Cinema d'Espanya de Tolosa de Llenguadoc per La herida.[25]
- Premio a la millor interpretació femenina al Festival del Cine y la Palabra (CiBRA) per La herida.
- Premio Astor de Plata a la millor actriu ael Festival Internacional de Cinema de Mar del Plata per La herida.

2014
- Premio a la Millor Actriu Protagonista en la I edició dels Premis Feroz por La herida.
- Premi a Millor Interpretació Femenina en la XIX edició dels Premis Cinematogràfics José María Forqué per La herida.
- Premi a la Millor Interpretació Femenina Protagonista en la XXVIII edició dels Premis Goya per La herida.